# Коста Здрольов
Коста Здрольов (Здрольо) (изписване до 1945 година: Коста Здрольовъ) е български революционер, костурски селски войвода на Вътрешната македоно-одринска революционна организация.

## Биография
Коста Здрольов е роден в костурското село Дъмбени, тогава в Османската империя, в големия български род Здрольови. Присъединява се към ВМОРО и участва в селската комисия, но през 1902 година подпомага похода на Анастас Янков в района. През юли 1903 година става войвода на чета в Костурско по време на Илинденско-Преображенското въстание. Участва в похода на Васил Чекаларов в Колония. Знаменосец на неговата чета е Филип Караджов. Влиза във влашкото село Въртеник и дава сражение на башибозука. Неговият родственик Ставро Здрольов загива през въстанието.